# Jan de Lalande
Jan de Lalande (ur. ? w Dieppe, zm. 19 października 1646 w Ossernenon) – święty Kościoła Katolickiego, męczennik, francuski świecki brat zakonu jezuitów, misjonarz w Kanadzie.

## Życiorys
Był misjonarzem w Nowej Francji. Pierwsze ślady jego bytności w kolonii datowane są na 14 grudnia 1642. 24 września 1646 na zlecenie zwierzchnika misji Hieronima Lalemanta wziął udział w wyprawie Izaaka Joguesa, mającej na celu zażegnanie konfliktu między zwaśnionymi plemionami Huronów i Irokezów. Szamani oskarżyli religię Czarnych Sukni (określenie pochodzące od stroju jezuitów) o sprowadzenie chorób. Zginął zamordowany przez Indian Mohawk z nienawiści do wiary.
Beatyfikowany w 1922 roku, kanonizowany w 1930 roku przez papieża Piusa XI w grupie Męczenników kanadyjskich.

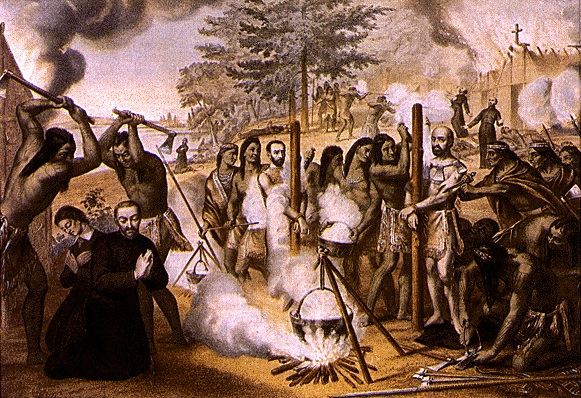
Męczennicy kanadyjscy